# 林義正
林 義正（はやし よしまさ、1938年 - ）は、日本の自動車エンジニア。日産自動車でエンジン開発を手がけた後、2012年3月まで東海大学工学部教授を務めた。

## 本人の功績など

### 大学卒業まで
- 東京都文京区出身。幼いころは第二次世界大戦中に伴い、佐賀県へ疎開。その後、小学校・中学校・高等学校を経て九州大学工学部航空工学科を卒業した。疎開先の佐賀では大変ないじめにあうが中学生時代に喧嘩の強い友人に喧嘩のコツを教わり数年かけて全員に復讐した[1]。

### 日産の社員時代
- 1962年に日産に入社し、中央研究所に配属。排気、騒音、燃費などの分野を経てプロトタイプレーシングカーのエンジン開発責任者へ就任。
- ル・マン24時間レースや世界スポーツプロトタイプカー選手権（WSPC）などに参戦するグループCカー用のエンジン開発を任され、そしてVRH35を開発。
- レース監督が水野和敏、ドライバーが星野一義、長谷見昌弘、鈴木利男でデイトナ24時間レースに優勝した翌年の1993年に日産を退社。

### 日産退社後から現在にかけて
- 日産退社後は東海大学にて、株式会社ワイ・ジー・ケー（YGK）と共同でプロトタイプレーシングカーや低公害エンジンの研究開発を行っている。
- また、ミヤマ株式会社との間でエコドライブナビゲーションの共同開発も行っている。
- 2001年には大学での研究成果をビジネスとするためのベンチャー企業として株式会社マックフォースを設立し会長に就任した。
- 2005年6月には、ジャガー・XJR-15をベースとした、「StudyCar」と呼ばれる研究実験用レーシングカーの実験走行を行った。
- 2008年にはクラージュ製シャシーをベースにカスタマイズしたシャシーにYGK製エンジンを搭載したマシンで、東海大学の学生を中心としたチームによりル・マン24時間レースへの参戦を果たした。
- 2008年に東海大学の定年を迎えたものの、定年延長措置の適用を受けて東海大での指導を続けてきたが、その延長期間が終了する2012年3月末で退任した。ただし、以後もYGKと共同でル・マン24時間レースへの挑戦を続行する意向を示している[2]。
- 2011年にはフランス西部自動車クラブ（ACO）が制定する「The spirit of le mans award」を受賞[3]。

## 日産時代の戦績
日産時代には1989年に実戦デビューした日産・VRH35の開発主管を務め、以下のような実績を挙げた。
- 全日本スポーツプロトタイプカー耐久選手権（JSPC） 3年連続シリーズ優勝（1990年 - 1992年）
- ル・マン24時間耐久レース 予選コースレコード（1990年、マーク・ブランデル）
- 米国デイトナ24時間レース優勝（1992年、五つの新記録を樹立し日本人ドライバー3人による日本車初優勝）

## 主な開発車種
- 日産・R89C
- 日産・R90CK
- 日産・R90CP
- 日産・R91CP
- 日産・R92CP
- 日産・NP35

## 東海大学での研究内容
モータースポーツ分野の研究が盛んに行われている。中でも開発コースにおいては、全日本スポーツカー耐久選手権（JLMC）やル・マン24時間へ参戦する為の車両開発が行われている。同学科ではプロトタイプレーシングカーの開発を行っており、前述の通り2008年にはル・マン24時間レースへの参戦を果たした。その後も2009年 - 2011年にかけてアジアン・ル・マン・シリーズに参戦するなど活動を続行してきたが、2012年3月に林が退任することに伴い、2012年1月に富士スピードウェイでテスト走行を行ったのを最後にプロジェクトを終了した。

### 参戦実績
- 2008年 ル・マン24時間レース - 決勝185周リタイア
  - マシン：クラージュ・オレカ YGK
  - エンジン：YGK・YR40
  - ドライバー：鈴木利男/影山正美/黒澤治樹

## 開発関連技術
- 日産時代
  - メタルガスケット
  - サーキットシミュレーション
  - テレメーターシステム
  - インカーカメラ
  - カーボンブレーキ
  - スポーツプロトタイプカーストレスマウント
  - 急速燃焼理論
  - 三元触媒
  - ベアリングビーム（科学技術庁長賞）
- 東海大学
  - 多点同時点火プラグ
  - エコドライブナビゲーション
  - 環境低負荷型エンジンヒートポンプシステム

## 特許
- 特許公開2004－143981 リーンバーンエンジン
- 特許公開2004－079458 多点点火エンジン用点火プラグ
- 特許公開2002－070561 低燃費火花点火エンジン
- 特許公開2001－128324 ケーブル用引き紐の先導具
- 特許公開2000－287321 ケーブル用牽引ロープの先導装置における先導具
- 特許公開2000－217518 蛋白系加熱調理食品の品質改良剤
- 特許公開2000－197223 ケーブル用引き紐の先導装置
- 特許公開2000－134739 ケーブル用引き紐の先導装置
- 特許公開平06－186119 圧力センサ出力補正装置
- 特許公開平06－142639 廃棄物選別プラント
- 特許公開平06－134443 廃棄物選別プラント
- 特許公開平06－134442 廃棄物選別プラント
- 特許公開平06－114366 廃棄物選別プラント
- 特許公開平05－231977 圧力検出器故障診断方式
- 実用新案公開平06－048319 同軸ケーブルの接続端末処理工具

## テレビ番組
- 日経スペシャル ガイアの夜明け 高きを目指せ ニッポンの学生たち～世界最高峰の自動車レースに挑む～（2008年6月24日、テレビ東京）[4]。- 「ル・マン」への挑戦を取材。

## 主な著書
- 『レーシングエンジンの徹底研究』（1991年10月21日、グランプリ出版）ISBN 4-87687-114-0
  - 『新版 レーシングエンジンの徹底研究』（2002年3月11日、グランプリ出版）ISBN 4876872317
  - 『レーシングエンジンの徹底研究 新装版』（2021年4月27日、グランプリ出版）ISBN 9784876873838
- 『レース用NAエンジン 高性能技術の徹底研究』（1993年11月10日、グランプリ出版）ISBN 4-87687-141-8
- 『乗用車用ガソリンエンジン入門』（1995年11月20日、グランプリ出版）ISBN 4-87687-165-5
  - 『乗用車用ガソリンエンジン入門 新装版』（2018年10月23日、グランプリ出版）ISBN 9784876873609
- 『エンジンチューニングを科学する』（1998年10月26日、グランプリ出版）ISBN 4-87687-196-5
  - 『エンジンチューニングを科学する 新装版』（2020年9月28日、グランプリ出版）ISBN 9784876873777
- 『世界最高のレーシングカーをつくる』（2002年3月20日、光文社 光文社新書）ISBN 4-334-03131-5
- 『林教授に訊く「クルマの肝」』（山口宗久との共著）（2006年4月19日、グランプリ出版）ISBN 978-4-87687-282-4
- 『ル・マン24時間 闘いの真実 ル・マンに挑んだ林教授と学生たちの11年』（田中紀子との共著）（2013年6月14日、三栄書房）ISBN 978-4-7796-1720-1
- 『自動車工学の基礎理論 エンジン・シャシー・走行性能』（2019年10月1日、グランプリ出版）ISBN 9784876873692

※共著者が記載されていないものは全て単著。